# Al Sobrante
Al Sobrante, pseudonimo di John Kiffmeyer (San Francisco, 11 luglio 1969), è un batterista e produttore discografico statunitense.

## Biografia
È stato il primo batterista della band californiana dei Green Day; il suo nome d'arte deriva dalla cittadina di El Sobrante, in California (dopo aver fumato con gli amici, sulla strada di casa aveva trovato il cartello della cittadina di El Sobrante, ma invece di leggere: "Welcome to El Sobrante, California" aveva letto: "Welcome to California, Al Sobrante).
Al frequentò il Contra Costa College dove studiò giornalismo. Ora vive a San Francisco con la moglie Greta, sposata nel 1993, e il figlio Lolo.
La sua carriera musicale di batterista iniziò nella band punk Isocracy, che gravitava nell'orbita del 924 Gilman Street di Berkeley.
Quando l'esperienza con gli Isocracy terminò a causa del loro scioglimento, Al divenne batterista degli allora Sweet Children (che aiutò a formarsi), ora conosciuti a livello planetario con il nome Green Day. Nei Green Day, insieme al cantante e frontman Billie Joe Armstrong e al bassista Mike Dirnt, registrò i primi EP e il primo disco full length, 39/Smooth.
Per motivi di studio, però, dopo il primo album Al fu costretto ad abbandonare la band: già a partire da Kerplunk, secondo lavoro dei Green Day, a cui Al comunque contribuì, egli fu sostituito dall'attuale batterista ed ex-insegnante di batteria: Frank Edwin Wright III, in arte Tré Cool.
A partire dai primissimi anni 1990 suonò con la band The Ne'er Do Wells (ora chiamati Hi-Fives), che abbandonò nel 1994. Nel 1998 ha prodotto l'album The Lost Troublemakers Album, dei Troublemakers.